# Лю Юйсян
Лю Юйся́н (кит. упр. 刘玉香, пиньинь Liú Yùxiāng, род.11 октября 1975) — китайская дзюдоистка полулёгкой и лёгкой весовых категорий, выступала за сборную Китайской Народной Республики во второй половине 1990-х — первой половине 2000-х годов. Бронзовая призёрша летних Олимпийских игр в Сиднее, участница Олимпийских игр в Афинах, обладательница бронзовой медали чемпионата мира, чемпионка Азии, победительница многих турниров национального и международного значения.

## Биография
Лю Юйсян родилась 11 октября 1975 года в городском округе Хэнъян провинции Хунань. Активно заниматься дзюдо начала с раннего детства, проходила подготовку в Пекине в одном из столичных спортивных клубов. Впервые заявила о себе в сезоне 1996 года на Всемирном университетском чемпионате в канадском городе Жонкьере, получив там бронзу.
Первого серьёзного успеха на взрослом международном уровне добилась в 1999 году, когда попала в основной состав китайской национальной сборной и побывала на домашнем чемпионате Азии в Вэньчжоу, откуда привезла награду серебряного достоинства, выигранную в зачёте полулёгкого веса — в решающем поединке потерпела поражение от последней олимпийской чемпионки, представительницы КНДР Ке Сун Хи. Участвовала также в зачёте чемпионата мира в английском Бирмингеме и заняла там пятое место.
Благодаря череде удачных выступлений удостоилась права защищать честь страны на летних Олимпийских играх 2000 года в Сиднее — в первых трёх поединках была лучше своих соперниц, но затем в полуфинале проиграла японке Норико Нарадзаки. В утешительной встрече за третье место взяла верх над оппоненткой и получила в итоге бронзовую олимпийскую медаль.
После сиднейской Олимпиады Лю осталась в основном составе дзюдоистской команды КНР и продолжила принимать участие в крупнейших международных турнирах. Так, в 2001 году она выступила на чемпионате мира в Мюнхене, где стала бронзовой призёршей в полулёгком весе, на стадии четвертьфиналов не смогла побороть японку Юки Ёкосаву. На чемпионате Азии 2004 года в Алма-Ате боролась уже в лёгкой весовой категории и выиграла золотую медаль. Будучи лидером китайской национальной сборной, благополучно прошла квалификацию на Олимпийские игры в Афинах — на сей раз в число призёров не попала, победив в стартовом поединке, затем на стадии 1/16 финала проиграла бразильянке Даниэлле Зангранду. Вскоре по окончании этих соревнований приняла решение завершить карьеру профессиональной спортсменки, уступив место в сборной молодым китайским дзюдоисткам.